# Ala (Macedo de Cavaleiros)
Ala is een plaats (freguesia) in de Portugese gemeente Macedo de Cavaleiros en telt 497 inwoners (2001).